# Yapes
Yape es una localidad del Departamento Santa María en la provincia argentina de Catamarca.

## Población
Cuenta con 113 habitantes (Indec, 2010), lo que representa un descenso del 19,85% respecto a los 141 habitantes (Indec, 2001) del censo anterior.

## Instituciones
Escuela Provincial N° 88 Felipe Varela
Fundada en el año 1951
Directora: Martha Jaime
Capilla Nuestra Señora del Lujan
Presidente: Matilde Cáceres
Festividad: 8 de mayo
Club Defensores de Yape
Presidente: Javier Caliva

## Delegación Municipal
Dependiente de la Municipalidad de San José
Delegado: Fernando Ramón Caliva 

### Sismicidad
La sismicidad de la región de Catamarca es frecuente y de intensidad baja, y un silencio sísmico de terremotos medios a graves cada 30 años en áreas aleatorias. Sus últimas expresiones se produjeron:
- 21 de marzo de 1892 (132 años), a las 1.45 UTC-3 con 6,0 Richter; como en toda localidad sísmica, aún con un silencio sísmico corto, se olvida la historia de otros movimientos sísmicos regionales (terremoto de Recreo de 1892)
- 21 de octubre de 1966 (58 años), a las 12.39 UTC-3 con 5,0 Richter
- 3 de noviembre de 1973 (51 años), a las 14.17 UTC-3 con 5,8 Richter: además de la gravedad física del fenómeno se unió el olvido de la población a estos eventos recurrentes
- 7 de septiembre de 2004 (20 años), a las 8.53 UTC-3, con una magnitud aproximadamente de 6,5 en la escala de Richter (terremoto de Catamarca de 2004)[1]